# La ragazza di Amburgo
La ragazza di Amburgo (La fille de Hambourg) è un film del 1958 diretto da Yves Allégret.